# Liste des stations du réseau BG VOZ
La liste des stations du réseau Beovoz recense les gares située sur les six lignes de train de banlieue qui forment le réseau de Belgrade.
1. Stara Pazova-Batajnica-Beograd Centar-Pančevo Vojlovica
2. Ripanj-Resnik-Rakovica-Pančevo Vojlovica
3. Stara Pazova-Batajnica-Beograd Centar-Rakovica-Resnik-Ripanj
4. Zemun-Beograd Centar-Rakovica-Valjevo
5. Nova Pazova-Batajnica-Beograd Centar-Rakovica-Resnik-Mladenovac
6. Stara Pazova-Batajnica-Beograd Centar-Rakovica-Mala Krsna

## Liste des stations
- - Certaines stations sont en correspondance:

## Ligne 1
- Stara Pazova
- Nova Pazova
- Batajnica
- Zemun polje
- Zemun
- Tošin bunar
- Novi Beograd
- Beograd Centar (souterraine)
- Karađorđev park (souterraine)
- Vukov spomenik (souterraine)
- Pančevački most
- Krnjača
- Sebeš
- Ovča
- Pančevo Glavna
- Pančevo Varoš
- Pančevo Streliste
- Pančevo Vojlovica

## Ligne 2
- Ripanj
- Ripanj Kolonija
- Pinosava
- Resnik
- Kijevo
- Kneževac
- Rakovica
- Karađorđev park (souterraine)
- Vukov spomenik (souterraine)
- Pančevački most
- Krnjača
- Sebeš
- Ovča
- Pančevo Glavna
- Pančevo Varoš
- Pančevo Streliste
- Pančevo Vojlovica

## Ligne 3
- Stara Pazova
- Nova Pazova
- Batajnica
- Zemun polje
- Zemun
- Tošin bunar
- Novi Beograd
- Beograd Centar (souterraine)
- Rakovica
- Kneževac
- Kijevo
- Resnik
- Pinosava
- Ripanj Kolonija
- Ripanj

## Ligne 4 (vers Zemun)
- Zemun
- Tošin bunar
- Novi Beograd
- Beograd Centar (souterraine)
- Jonction avec la ligne de Pančevo à Rakovica

## Ligne 4 (vers Pančevo)
- Pančevo Glavna
- Pančevo Varoš
- Krnjača
- Sebeš
- Ovča
- Pančevački most
- Vukov spomenik (souterraine)
- Karađorđev park (souterraine)
- Rakovica
- Kneževac
- Kijevo
- Resnik
- Bela Reka
- Nenadovac
- Barajevo
- Barajevo Centar
- Veliki Borak
- Leskovac Kolubarski
- Stepojevac
- Vreoci
- Lazarevac
- Lajkovac
- Slovac
- Mlađevo
- Divci
- Lukavac Kolubarski
- Iverak
- Valjevo

## Ligne 5
- Nova Pazova
- Batajnica
- Zemun polje
- Zemun
- Tošin bunar
- Novi Beograd
- Beograd Centar
- Rakovica
- Kneževac
- Kijevo
- Resnik
- Pinosava
- Ripanj Kolonija
- Ripanj
- Klenje
- Ripanj Tunel
- Ralja
- Sopot Kosmajski
- Vlaško polje
- Mladenovac

## Ligne 6
- Stara Pazova
- Nova Pazova
- Batajnica
- Zemun polje
- Zemun
- Tošin bunar
- Novi Beograd
- Beograd Centar
- Rakovica
- Jajinci
- Beli Potok
- Zuce Stajalište
- Zuce
- Vrčin
- Kasapovac
- Lipe
- Mala Ivanča
- Brestovi
- Mali Požarevac
- Dražanj-Šepšin
- Umčari
- Živkovac
- Vodanj
- Kolari
- Ralja Smederevska
- Mala Krsna